# ایگنیو گارزا لاگورا
ایگنیو گارزا لاگورا (اسپانیایی: Eugenio Garza Lagüera‎؛ زاده ۱۸ دسامبر ۱۹۲۳ درگذشته ۲۴ مهٔ ۲۰۰۸) یک کارآفرین و بشردوست اهل مکزیک بود.